# Îlet Boisseau
Pour les articles homonymes, voir Boisseau (homonymie).
L'Îlet Boisseau est un îlet inhabité de Martinique, un des îlets du Robert, appartenant administrativement au Robert.

## Géographie
L'îlet, situé au Nord de l'îlet Madame, est un site protégé.

## Histoire
Il est, comme les îlets Chancel, Ragot, Loup Garou, Madame, Petite Martinique, Petit Piton et Petit Vincent, protégé par un arrêté de protection de biotope depuis 2002. Les îlets du Robert sont inscrits au titre des sites par l’arrêté ministériel du 28 juillet 2007.